# Прима виста
Прѝма вѝста (на италиански: a prima vista) е понятие в музикалното изкуство.
Отнася се за изпълнение на дадено музикално произведение или солфежиране направо от нотния текст, без предварителна подготовка при разучаването му.
Много често се бърка понятието с прима волта. Последното е със значение на означаване на нотното писмо, което се използва при повторенията.